# Dinastía Keïta

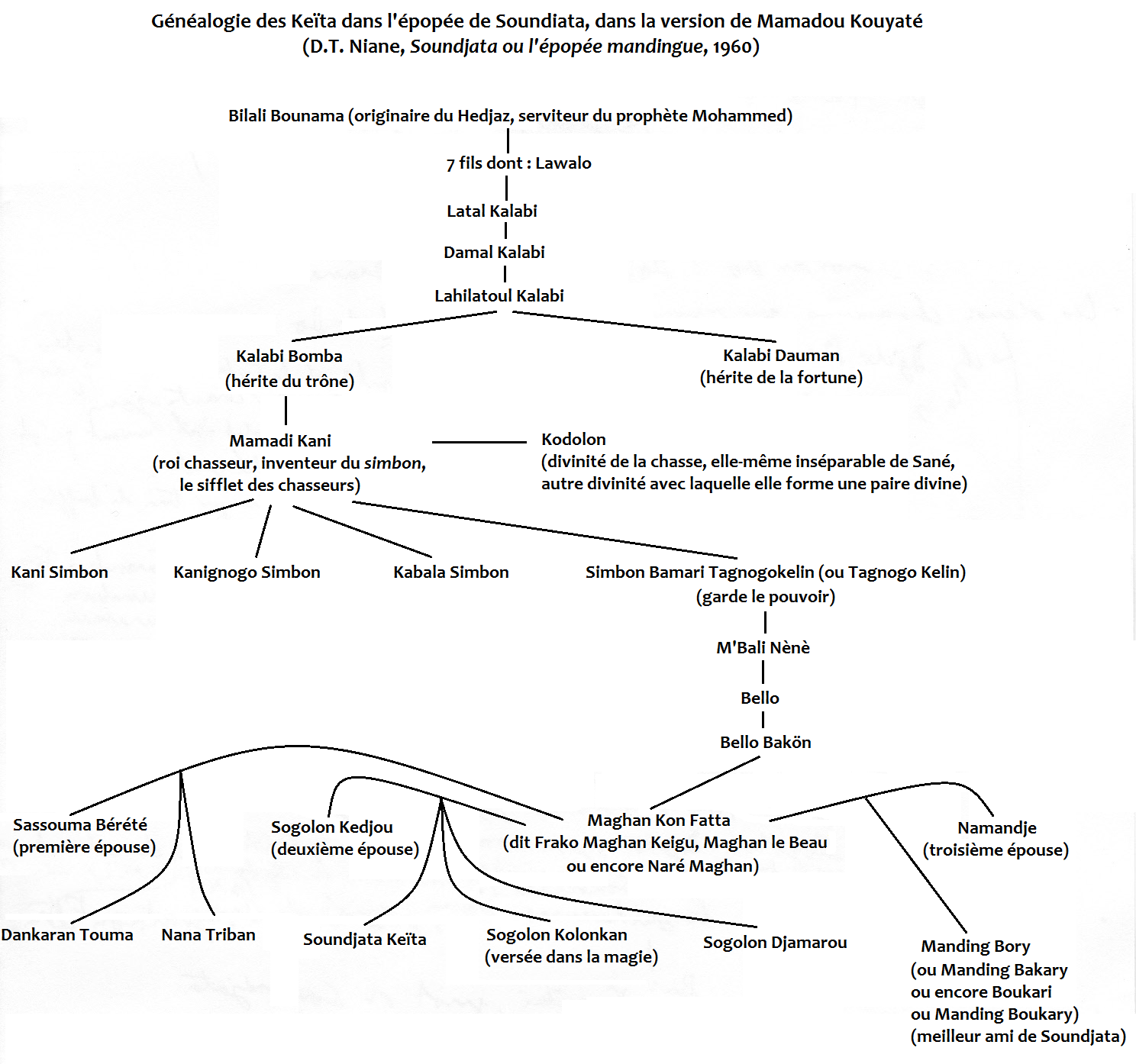
Árbol genealógico de la dinastía Keïta, desde Bilal ibn Rabah hasta Sundiata Keïta.

La dinastía Keïta se refiere al linaje de monarcas mandinga que gobernaron el Malí preimperial e imperial desde el siglo XII hasta principios del siglo XVII. Era una dinastía musulmana, y sus gobernantes afirmaban descender de Bilal Keïta (conocido generalmente como Bilal ibn Rabah).
Bilal Keita fue un esclavo liberto que aceptó el islam y se convirtió en uno de los sahaba (compañeros) del profeta Mahoma. Bilal Keita tiene la distinción de ser el primer almuédano en el islam. Según las cuentas de mandinga o bambara fabricadas después de su conversión al islam y transmitidas por griots (cronistas africanos), Bilal tuvo siete hijos, uno de los cuales se estableció en Manden (territorio tradicional mandinga). Este hijo, Lawalo Keïta, tuvo un hijo llamado Latal Kalabi Keïta, que más tarde engendró a Damul Kalabi Keïta. Era común en la mayoría de las dinastías reales en todas las culturas y religiones el tratar de vincular sus orígenes con algunas personalidades divinas o religiosas. El hijo de Damul Kalabi Keïta fue Lahilatoul Keïta y el primer faama de la ciudad de Niani. Es a través de Lahilatoul que el clan Keita se convierte en una dinastía gobernante, aunque solo en la pequeña área alrededor de Niani.
Hubo nueve faamas de Niani antes de la fundación del Imperio Mali. Su primer mansa sería Sundiata Keïta. Un par de generaciones después de él, su sobrino nieto, Mansa Musa Keita I de Malí, realizó una célebre peregrinación a La Meca, que estableció su reputación como el hombre más rico de su tiempo. La dinastía a la que pertenecía continuó siendo una gran potencia en el África occidental desde 1235 hasta la desintegración del Imperio de Malí alrededor de 1610. Los rivales dentro del clan fundaron reinos más pequeños dentro de las actuales Malí y Guinea. Hoy el apellido Keita pertenece solo a una familia real en África. De los miembros de estas "dinastías hijas" modernas, el fallecido político Modibo Keïta y el músico Salif Keïta son posiblemente los más famosos.

## Antepasados
| Periodo de tiempo | Persona      | Notas                                                                               |
| ----------------- | ------------ | ----------------------------------------------------------------------------------- |
| b. 580—d. 640     | Bilal Keita  | Ancestro de los Keitas, compañero (sahaba) del profeta Mahoma.                      |
|                   | Lawalo Keita | El más viejo de 7 hijos de Bilali Bounama. Deja La Meca y emigrado a Manden (Malí). |
|                   | Latal Kalabi | Hijo de Lawalo Keita                                                                |
|                   | Damul Kalabi | Hijo de Latal Kalabi                                                                |

## Lista de realfaamasde Manden (capital — Kangaba)
| Tenure  | Incumbente                                                                     | Notas |
| ------- | ------------------------------------------------------------------------------ | --- |
|         | Lahilatoul Kalabi                                                              | Hijo de Damul Kalabi. Primer príncipe del África subsahariana para realizar la hach; fue asaltado en el desierto, regresó después de 7 años. |
|         | Kalabi Bomba                                                                   | Hijo de Lahilatoul Kalabi |
|         | Kalabi Dauman                                                                  | Hijo más joven de Lahilatoul Kalabi. |
| c. 1050 | Mamadi Kani                                                                    | Hijo de Kalabi Bomba. El rey cazador, inventor del silbido del cazador, se comunicó con el jinn de los arbustos, amado por Kondolon Ni Sané. |
|         | Sané Kani Simbon, Kamignogo Simbon, Kabala Simbon y Bamari Tagnogokelin Simbon | Los cuatro hijos de Mamadi Kani. |
|         | Bamari Tagnogokelin                                                            | |
| 1175—?  | M'Bali Nene                                                                    | Hijo de Bamari Tagnogokelin |
|         | Bello                                                                          | Hijo de Bamari Tagnogokelin |

## Lista de realfaamasde Malí (capital — Dodugu)
| Tenure       | Incumbente          | Notas |
| ------------ | ------------------- | --- |
| ?—c.1200s    | Bello Bakon         | Hijo de Bello                                                                                               |
| c.1200s—1218 | Naré Maghann Konaté | Hijo de Bello Bakon                                                                                         |
| 1218—c.1230  | Dankaran Tuman      | Hijo de Naré Maghann Konaté. Bajo su mandato Niani fue conquistada por el Reino de Sosso de Soumaoro Kanté. |

## Lista de imperialmansasde Malí (capital —Niani)

Árbol genealógico de la dinastía Keïta, desde Sundiata Keïta hasta Maghan II.

| Reinado          | Incumbente                                       | Notas                                                           |
| ---------------- | ------------------------------------------------ | --------------------------------------------------------------- |
| 1235—1255        | Mari Djata I (Más tarde nombrado Sundiata Keïta) | Fundador del Imperio de Malí.                                   |
| 1255—1270        | Ouali I                                          |                                                                 |
| 1270—1274        | Ouati                                            |                                                                 |
| 1274—1275        | Khalifa Keita                                    |                                                                 |
| 1275—1285        | Abubakari I                                      |                                                                 |
| 1285—1300        | Sakoura                                          |                                                                 |
| 1300—1305        | Gao Keïta                                        |                                                                 |
| 1305—1310        | Mohammed ibn Gao                                 |                                                                 |
| 1310—1312        | Abubakari II                                     |                                                                 |
| 1312—1337        | Musa I                                           | El hombre más acaudalado de todos los tiempos.                  |
| 1337—1341        | Maghan                                           |                                                                 |
| 1341—1360        | Souleyman Keïta                                  |                                                                 |
| 1360             | Kassa                                            |                                                                 |
| 1360—1374        | Mari Diata II                                    |                                                                 |
| 1374—1387        | Musa Keïta II                                    |                                                                 |
| 1387—1389        | Maghan II                                        |                                                                 |
| 1389—1390        | Sandaki                                          |                                                                 |
| 1390—1404        | Maghan III                                       | También conocido como Mahmud Keïta I                            |
| 1404—c. 1440     | Musa Keita III                                   |                                                                 |
| c.1460—1480/1481 | Uli Keita II                                     |                                                                 |
| 1480/1481—1496   | Mahmud Keita II                                  | También conocido como Mamadou Keita                             |
| 1496—1559        | Mahmud Keita III                                 |                                                                 |
| 1559—c.1590      | Mansa desconocido o vacante                      |                                                                 |
| c.1590—c.1610    | Mahmud Keïta IV                                  | El imperio se derrumba después de la muerte de Mahmud Keïta IV. |

## Lista demansasdel Malí posimperial (capital — Kangaba)
| Reinado       | Incumbente                   | Notas                                                                 |
| ------------- | ---------------------------- | --------------------------------------------------------------------- |
| c.1610—c.1660 | Número desconocido de mansas |                                                                       |
| c.1660—c.1670 | Mama Maghan                  | Capital se mudó de Niani a Kangaba después del fallido ataque a Segú. |